# Rosario Crocetta

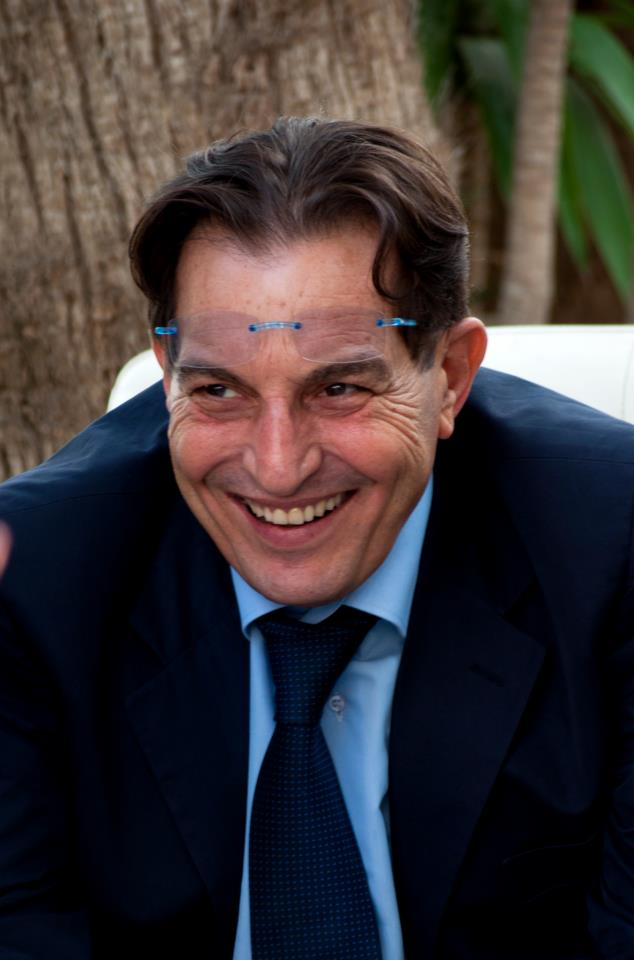
Rosario Crocetta, 2012

Rosario Crocetta (* 8. Februar 1951 in Gela, Provinz Caltanissetta) ist ein italienischer Politiker. Von Oktober 2012 bis November 2017 war er der Regionalpräsident Siziliens. Zuvor war er 2003–2009 Bürgermeister der südsizilianischen Küstenstadt Gela und 2009–2012 Mitglied des Europäischen Parlaments. Der offen homosexuelle Politiker bekennt sich zum Katholizismus.

## Leben und Wirken
Rosario Crocetta ist der jüngere Bruder des ehemaligen kommunistischen Senators Salvatore Crocetta. Er arbeitete zunächst beim Mineralölkonzern Eni und schrieb Artikel für die linken Zeitungen L’Unità, Il manifesto und Liberazione. 1987 veröffentlichte er sein erstes Buch, Diario di una giostra („Tagebuch eines Karussells“).
Crocetta trat der Partito Comunista Italiano (PCI) bei und gehörte nach deren Spaltung 1991 der Partito della Rifondazione Comunista (PRC) an. 1996 bis 1998 war er Kulturbeigeordneter in seiner sizilianischen Heimatstadt Gela. 1998 wechselte er zur Federazione dei Verdi (Grüne) und wurde in den Gemeinderat gewählt. Im Jahr 2000 trat er der Partito dei Comunisti Italiani (PdCI) bei.
Nach der Bürgermeisterwahl 2003 in Gela schien Crocettas christdemokratischer Gegner mit 107 Stimmen Mehrheit gewählt. Man stellte Wahlfälschung fest; 500 Stimmen waren rechtswidrig als ungültig erklärt worden. Anschließend war Crocetta Bürgermeister der Stadt, die bis vor wenigen Jahren als eine der Hochburgen der Mafia galt. Crocetta, der nach der Wahl mit Todesdrohungen konfrontiert wurde, verschärfte die Maßnahmen gegen die Mafia deutlich, so dass Gela heute als Stadt mit den strengsten Anti-Mafia-Verordnungen gilt. Die auftragnehmenden Baufirmen haften seitdem für die Einhaltung der Verordnungen durch Subunternehmer. In der Baubehörde Gelas wurde die Jobrotation eingeführt. Auf seine Veranlassung hin wurde ein neues Gebäude für die Justizverwaltung gebaut.
Ein für Dezember 2003 geplantes Mordkomplott gegen Crocetta wurde durch Abhören von Telefongesprächen verhindert. Ein Attentäter aus Litauen wurde festgenommen und wegen einer fehlenden Aufenthaltserlaubnis abgeschoben. Crocetta erreichte 2005, dass die Führung des Fußballclubs Gela Calcio abgesetzt wurde, noch bevor dessen Präsident wegen Schutzgelderpressung, Drogenhandels und Unterstützung eines untergetauchten Paten festgenommen wurde. Auf öffentlichen Plätzen wurden Überwachungskameras installiert. Bei der Kommunalwahl 2007 wurde Crocetta mit 64,8 % der Stimmen im ersten Wahlgang wiedergewählt. Im Oktober 2008 trat er der Mitte-links-Sammelpartei Partito Democratico bei.
Bei der Europawahl 2009 wurde Crocetta als Vertreter des Wahlkreises Italienische Inseln ins Europäische Parlament gewählt. Dort schloss er sich der Fraktion der Progressiven Allianz der Sozialdemokraten (S&D) an, wurde Mitglied im Ausschuss für bürgerliche Freiheiten, Justiz und Inneres und der Delegation für die Beziehungen zu den Maschrik-Ländern. Die für Brüssel zuständigen belgischen Sicherheitsbehörden sahen aber keine Veranlassung, ihn unter Polizeischutz zu stellen, während er in Italien als eine der 20 meist gefährdeten Personen galt und Crocetta selbst davon ausging, dass er „von der Cosa Nostra zum Tode verurteilt wurde“. Ohne eine belgische Polizeieskorte befand es auch das italienische Innenministerium für zu gefährlich, für Crocetta einen persönlichen Sicherheitsbeamten aus Italien zu entsenden. Crocetta konnte deshalb nicht an den Sitzungen des EU-Parlaments teilnehmen. In diesem Zusammenhang warf er Europa Ende 2009 Untätigkeit gegen die europaweit agierende Mafia und eine Unterschätzung des Mafiaproblems vor. Von Dezember 2011 bis zu seinem Ausscheiden aus dem Europäischen Parlament ein Jahr später gehörte er dem Haushaltskontrollausschuss an. Im April 2012 wurde Crocetta zum stellvertretenden Vorsitzenden des Sonderausschusses gegen organisiertes Verbrechen, Korruption und Geldwäsche gewählt.
Als Kandidat der PD, der christdemokratischen Unione di Centro und seiner eigenen Liste Il Megafono gewann Crocetta im Oktober 2012 die Regionalwahl in Sizilien mit 30,5 % der Stimmen. Er wurde als Nachfolger von Raffaele Lombardo Präsident der Region Sizilien. Zur Regionalwahl 2017 kandidierte Crocetta nicht mehr.

## Trivia
Crocetta hat ein Kind mit dem Namen Mabrouk (dt. Glückwunsch) symbolisch adoptiert. Es handelt sich um das Kind einer somalischen Mutter, die sich als Bootsflüchtling an den Strand von Gela gerettet hatte.